# Баранув-Сандомерский (гмина)
Баранув-Сандомерский (пол. Baranów Sandomierski) — городско-сельская гмина (волость) в Польше, входит как административная единица в Тарнобжегский повет, Подкарпатское воеводство. Население — 12 300 человек (на 2005 год).

## Демография
| Перепись                       | Всего   | Всего | Женщины | Женщины | Мужчины | Мужчины |
| ------------------------------ | ------- | ----- | ------- | ------- | ------- | ------- |
| Единицы                        | человек | %     | человек | %       | человек | %       |
| Население                      | 12 080  | 100   | 6066    | 50,2    | 6014    | 49,8    |
| Плотность населения (чел./км²) | 99,1    | 99,1  | 49,8    | 49,8    | 49,4    | 49,4    |

## Сельские округа
1. Домбровица
2. Дурды
3. Димитрув-Дужий
4. Димитрув-Малый
5. Качаки
6. Кнапы
7. Марки
8. Седлещаны
9. Скопане
10. Сухожув
11. Слензаки
12. Воля-Барановская

## Соседние гмины
1. Гмина Цмоляс
2. Гмина Лонюв
3. Гмина Майдан-Крулевский
4. Гмина Нова-Демба
5. Гмина Осек
6. Гмина Падев-Народова
7. Тарнобжег
8. Гмина Тушув-Народовый